# Gynnidomorpha
Gynnidomorpha là một chi bướm đêm thuộc phân họ Tortricinae của họ Tortricidae.

## Các loài
- Gynnidomorpha alismana (Ragonot, 1883)
- Gynnidomorpha attenuata (Razowski, 1984)
- Gynnidomorpha datetis (Diakonoff, 1984)
- Gynnidomorpha definita (Meyrick, 1928)
- Gynnidomorpha luridana (Gregson, 1870)
- Gynnidomorpha mesoxutha Turner, 1916
- Gynnidomorpha minimana (Caradja, 1916)
- Gynnidomorpha permixtana ([Denis & Schiffermuller], 1775)
- Gynnidomorpha pista (Diakonoff, 1984)
- Gynnidomorpha romonana (Kearfott, 1908)
- Gynnidomorpha rubricana (Peyerimhoff, 1877)
- Gynnidomorpha sphaenophora (Diakonoff, 1941)
- Gynnidomorpha vectisana (Humphreys & Westwood, 1845)

## Hình ảnh

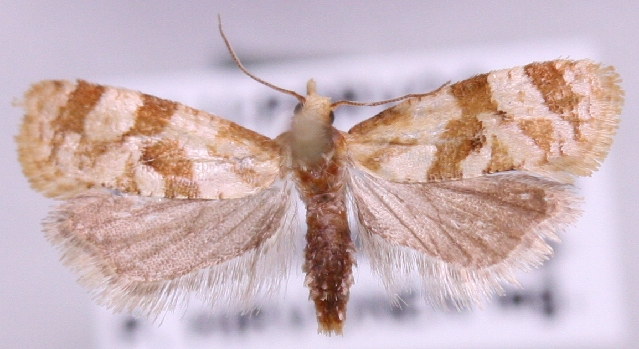
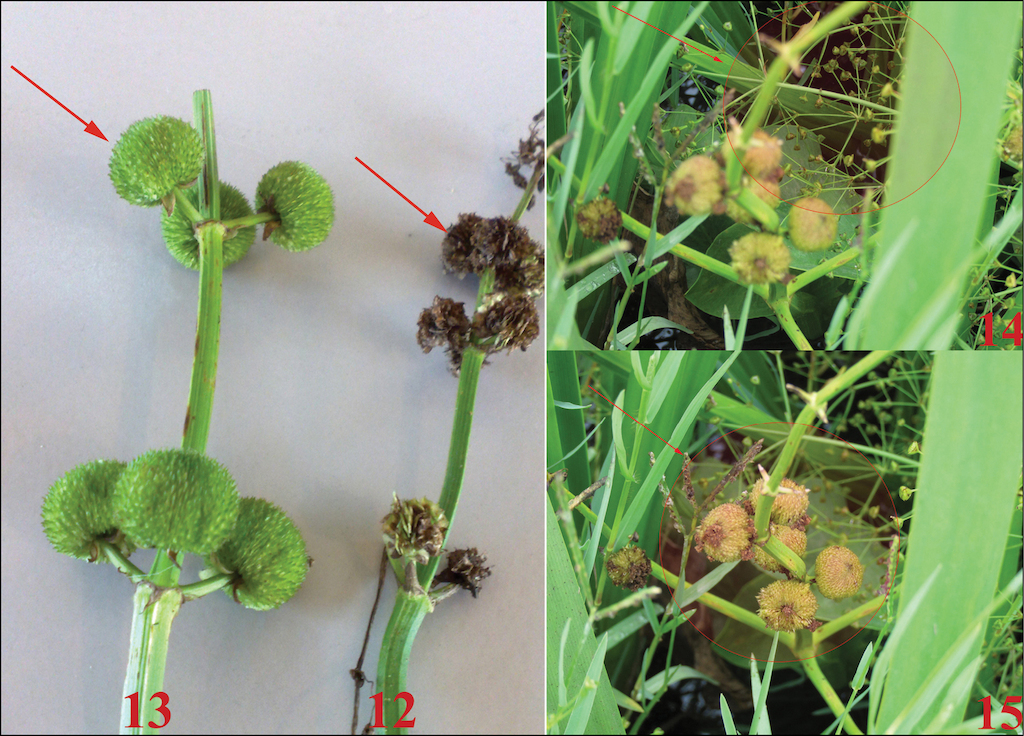
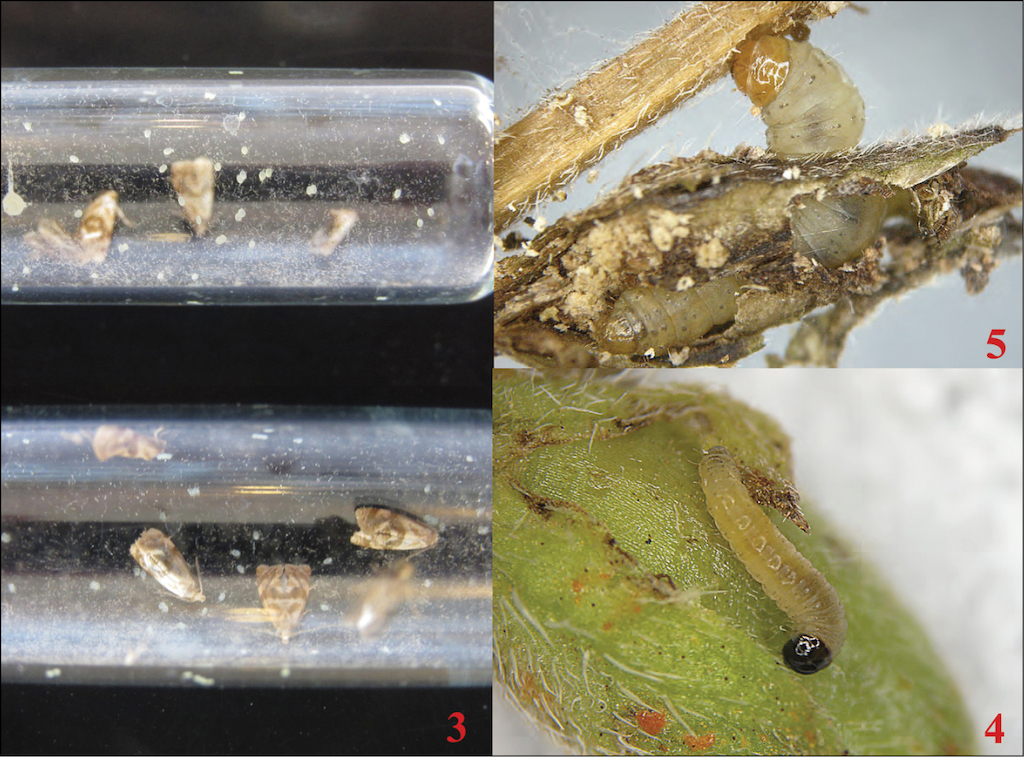
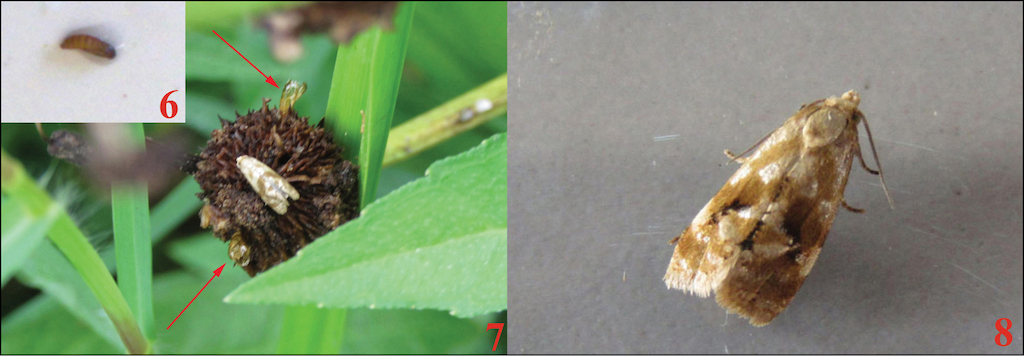